# Лийкслип
Лѝйкслип (на английски: Leixlip; на ирландски: Léim an Bhradáin) е град в Ирландия. Намира се в покрайнинитие на ирландската столица Дъблин и е едно от нейните предградия (на около 20 km от центъра на града) в графство Килдеър на провинция Ленстър. Наименованието на града е на древен келтски език, като все още е загадка за учени, лингвисти и антрополози какво точно е значението му. Населението на града наброява 14 676 души според преброяване от 2006 г. . Основен поминък на района дава близката фабрика и местен изследователски център на компанията „Интел“.